# 福島正成
福島 正成（くしま（ふくしま） まさしげ（まさなり）、明応元年（1492年）? - 大永元年11月23日（1521年12月21日）?／天文5年（1536年）?）は、戦国時代の武将。北条綱成・福島勝広の父とされる（正成の父は福島基正と伝わる）。通称は兵庫介、上総介ともされるが明確ではない。姓は「九島」・「久島」・「櫛間」とも表記され、遠江土方城（高天神城）城主だったといわれている。

## 出自
正成の福島氏（くしまし）の本姓は清和源氏であるが、桓武平氏ともいわれはっきりせず（後述の福島助春との関係が不明なため）。源姓または藤姓の福島正則（こちらの福島は「ふくしま」）とは別族であるとされるが、その一方で同族という説もある。

## 人物

### 今川氏家臣説
正成の一族は代々今川氏の家臣として仕えた福島氏の一派で、正成が主に活動したのは今川氏親が当主の時代とされるが、史料上は明確ではない。

#### 1521年没説
『勝山記』『王代記』によれば、大永元年（1521年）、今川氏親の命を受けた「福島一門」が甲州往還（河内路）を甲斐へ侵攻し、現在の南アルプス市戸田に所在した富田城を陥落させる。そこからさらに東進して甲府へ迫るが、飯田河原の戦い（甲府市飯田町）、上条河原の戦い（甲斐市）で武田信虎に撃退され、この時に武田氏配下の原虎胤（原友胤とも）に討たれたとされる。ただし、虎胤が討った大将福島某と正成と同一人物とする決定的な証拠は無く、否定的な意見も多い。

#### 1536年没説
福島越前守も参照。
大永年間の甲斐での戦いに敗れたのち、氏親の後継者の今川氏輝の代まで生き延びたが、氏輝とその弟彦五郎の死後に発生した家督争い（花倉の乱）で、氏親の側室である福島氏を母とする玄広恵探を同族の誼で支持したが敗れ、今川義元によって福島氏が滅亡させられた際に国を追われ、逃亡先の甲斐にて武田信虎に討たれたとされる。ただし、当時の史料において遠江の福島氏の一族に正成の名は確認されていない。

### 北条氏家臣説
そもそも正成の一族は、元々相模の北条氏に仕えていた一族であるとする見解もある。この見解においては、従来正成の経歴とされていたものは、飯田河原の戦いで戦死した福島某、または今川氏家臣の福島助春の経歴を冒用または誤伝したものにすぎず、｢北条綱成の父｣以外の経歴は不明ということになる。
なお、北条氏の初代である伊勢宗瑞（北条早雲）は、今川氏の客将であった時代があることから、今川氏被官の福島氏の中に宗瑞に従ってそのまま北条氏の家臣となった者がおり、北条綱成の父もその1人であった可能性が指摘されている。
黒田基樹が綱成の父として有力視するのは、北条氏と扇谷上杉氏が戦って北条氏が敗北した大永5年（1525年）の白子原の戦いで戦死した「伊勢九郎」である（実名は不明）。彼のことを「櫛間九郎」とも伝える史料があって「櫛間」は福島（くしま）の同音別表記である可能性が高く、「伊勢」の名乗りも早雲・氏綱と何らかの婚姻関係があったなど特別な関係によって許されたものであると推測している。

### 架空説
そもそも、今川氏被官に上総介・兵庫頭の官途名を用いる人物がおらず、福島氏の系譜に登場する通字は春・助・範である。「正成」の名前が現れるのは後世の編纂物（『山縣系図』・『関八州古戦録』・『高天神記』など）のみであり、実在の人物として認められるのは今川氏親の時代に高天神城の城将を務め、『大福寺文書』（大永元年推定、某年11月28日付文書）より飯田河原の戦いで戦死したと推定できる福島助春（左衛門尉）である。更に飯田河原の戦いから花倉の乱までの15年間福島氏は今川氏の重臣としての地位を保ち続けており、花倉の乱では玄広恵深の母が福島氏（助春もしくは同族）の娘であったために玄広恵深に加担した。助春＝正成だとするとその息子が孤児となって北条氏綱を頼る事態は想定できない、とする。従って、北条綱成の出自については今川氏被官の福島氏以外から求める（前述の北条氏家臣説など）しかない、ということになる。

## 子孫・一族・関係者

### 北条綱成
玉縄北条氏の祖北条綱成は、正成の子と伝えられ、従来の説では父の没後北条氏綱の元に身を寄せ、北条姓を与えられたという。｢綱成｣の綱の一字は元服時に氏綱から与えられたと推測され、つまり、綱成が氏綱の元に身を寄せたのは幼年期であることから正成の没年は1521年であることを有力視する見解もある。ただし、前述のように綱成は元々北条氏の家臣の福島氏の子であるとする説もあり、古文書より同年に死去したのは助春であるとする見解もある。なお、玉縄北条氏系の福島氏は系図によると源姓である。

### 福島助春
上述の玄広恵深の母は福島氏の出であるが、その父は今川氏の家臣で氏親時代に活動した福島助春とされる。助春は遠江高天神城城主である。土方城と高天神城とは同一の城であるといわれることから、助春と正成が別の人物であるとすれば、同族であったか（前者は平姓で後者は源姓であるとされるが）、何らかの密接な関係はあったと思われる。なお、助春と正成が同一人物で、正成自身が玄広恵深の外祖父とされることもある。

### 養勝院殿
北条綱成の母として記録上に現れる人物である。天文13年（1544年）閏11月に作成された「江島遷宮寄進注文」には「孫九郎ゐんきょ」の名前で登場し、「孫九郎（綱成）」及びその弟妹と共に名を連ねている。綱成が福島正成の子であるならば、養勝院殿は正成の妻であったということになる。なお、黒田基樹は養勝院殿の出自について、北条氏の家臣の朝倉氏の娘とする説を唱えている。朝倉氏は越前・遠江・尾張などの守護を務めた斯波氏の家臣で後に越前の戦国大名となった朝倉孝景と同族と伝えられている。

### 福島某、山県淡路守、福島常陸介
飯田河原の戦いで敗れ討ち取られた福島某は源姓であると思われる（小幡虎盛に討たれた山県淡路守の山県氏は源氏の一族であるため）が定かではない。なお、この戦いでは福島某の嫡男とされる常陸介という人物が先陣を務めている。